# Корякска планинска земя
Коря̀кската планинска земя (Корякски хребет) (на руски: Корякское нагорье, Корякский хребет) е планинска земя в Далечния Изток на Руската федерация, разположена на територията на Чукотски автономен окръг и Камчатски край. Простира се от югозапад на североизток на протежение от 880 km покрай северозападния бряг на Берингово море, от „шийката“ (т.н. Параполски дол) на полуостров Камчатка до Анадирския залив на Берингово море. Ширина до 270 km. На северозапад е ограничена от Пенжинско-Анадирската депресия, а на север се спуска плавно към Анадирската низина. Средна надморска височина 600 – 1800 m, максимална връх Ледена планина 2562 m (61°53′10″ с. ш. 171°10′20″ и. д. / 61.886111° с. ш. 171.172222° и. д.), разположена в централната ѝ част.

## Геоложки строеж, полезни изкопаеми
Корякската планинска земя е разположена в северозападната част на Тихоокеанския геосинклинален пояс, основата на който е изграден от офиолитови и теригенни палеозойски и долномезозойски наслаги. Нагоре е разположен горноюрски и креден геосинклинален комплекс, състоящ се от теригенни и силициево-вулканогенни скали, образували пакет от линейни гънки, разположени близо една до друга на югозапад и „разтварящи“ се на североизток. В северните и центраните части на планинската земя палеогеновите и неогеновите скални породи са представени от вулканогенни скали и моласи (често с въглищни пластове). В южните ѝ части главния геосинклинален етап завършва през неогена и е представен от мощни вулканогенно-силициеви и теригенни скали с палеогенска и миоценска възраст, смачкани в линейни гънки със североизточно простиране. Нагоре несъгласувано заляга полегато дислоцирана въгленосна неогенова моласа и антропогенни ефузивни наслаги. Интрузиите са представени от основни и ултраосновни породи и по-малко от палеозойски, долно- и горнокредни и кайнозойски гранитоиди.
Всички тези геоложки процеси са довели до образуването на множество видове полезни изкопаеми: речно злато; рудно злато, сребро, калай, мед, полиметали и молибден, свързани с кредните, палеогенните и неогенните гранитоиди и неогенните ефузивни и субвулканични наслаги; живачни орудявания (понякога с антимон), контролиращи зоните на разломите и привързани към кредните наслаги и слоевете с неогенни и антропогенни вулканични породи; медно-пиритовите и желязно-мангановите руди във вулканогенно-силициевите формации; сяра, свързана с горнонеогенните и антропогенните ефузиви; каменни и кафяви въглища, а също и проявленията на нефт и газ в теригенните наслаги с кредна, палеогенна и неогенна възраст.

## Географска характеристика

### Релеф
От централните части на планинската земя на югозапад и североизток се отделят хребети, разделени от дълбоки падини. Най-дългите хребети се простират на югозапад: Ветвейски (височина до 1443 m), Пахачински (до 1715 m), Пилгински (до 1355 m), вдаващият се в морето полуостров Говен, Олюторски (до 1558 m), образуващ Олюторския полуостров. От падините между тях най-значителна е Вивенската (дължина 200 km, ширина до 40 km). На североизток се простират хребетите Непроходими (до 1450 m), Койверлански (до 1062 m), Южномайнски (до 1265 m), опиращ се в базалтовото Майнско плато. В релефа преобладават острите планински гребени, стръмните склонове, покрити с движещи се сипеи, дълбоките проломи и широките трогови долини, обусловени от новите интензивни тектонски движения и бившите заледявания. Съвременните ледници заемат площ от 205 km2, като някои от тях са с дължина до 4 km и се спускат до 1000 – 700 m надморска височина.

### Климат
Климатът в района на планината е океански и студен. Лятото е прохладно, с продължителни мъгли, дъждове, а даже и снеговалежи. Зимата е съпроводена със силни ветрове и с относително неголеми студове. Годишната сума на валежите е над 700 mm по югоизточните склонове и около 400 mm по северозападните. Снежната граница е на височина 1400 m по северните и до 1980 m – по южните склонове. Дефилетата в северната и северозападната част имат плътен сняг чак до август.

### Реки
От Корякската планинска земя водят началото си множество реки течащи във всички направления. На север текат реките Великая и Майн (десен приток на Анадир) с притоците си Берьозовая, Ваеги и др. На запад, към Охотско море текат реките Белая (ляв приток на Пенжина) и Таловка, а на юг, югоизток и изток – множество къси и бурни реки, вливащи се директно в Берингово море: Вивенка, Пахача, Апука, Укелаят, Хатирка, Туманская и др.
В горните си течения, всички реки образуват голямо количество аморфен лед, чиято дължина понякога надвишава 1 – 2 km (най-често дължината е до 600 m), при това всички те са разположени в райони, намиращи се по-долу от вливането на притоците. Образуването на този лед причинява деформация на речното русло – в резултат на това то често се разделя на няколко речни корита, криволичещи по заледеното поле. По краищата на полето често се случва разрушаване на по-ниските склонове.

### Флора
В планината най-разпространени са студените планински пустини и тундри, а по долините на реките – тревисто-храстовата тундра. На височина до 200 m по северните и до 400 m по южните склонове е разпространен кедровия клек. По протежението на речните долини понякога се срещат малки крайречни гори от тополи, чозении и храсталаци.

## Национален атлас на Русия
- Чукотка[3]
- Полуостров Камчатка[4]